# Icel (Mercia)
Icel (auch Icil) war im späten 5. oder frühen 6. Jahrhundert der erste König des anglischen Königreiches Mercia und Stammvater der Dynastie der Iclingas.
Die Angelsächsische Chronik überliefert, dass Icel ein Sohn des Eomer war und führt die Ahnenreihe über den mythischen Helden Offa auf die Gottheit Woden zurück. Cnebba wird in derselben Quelle als Icels Sohn genannt. Icel gilt als der erste seiner Familie, der von den Angeln auf der Kimbrischen Halbinsel nach Britannien übersiedelte und dort eine Herrschaft etablierte.